# 狄米崔斯·莱尔科斯

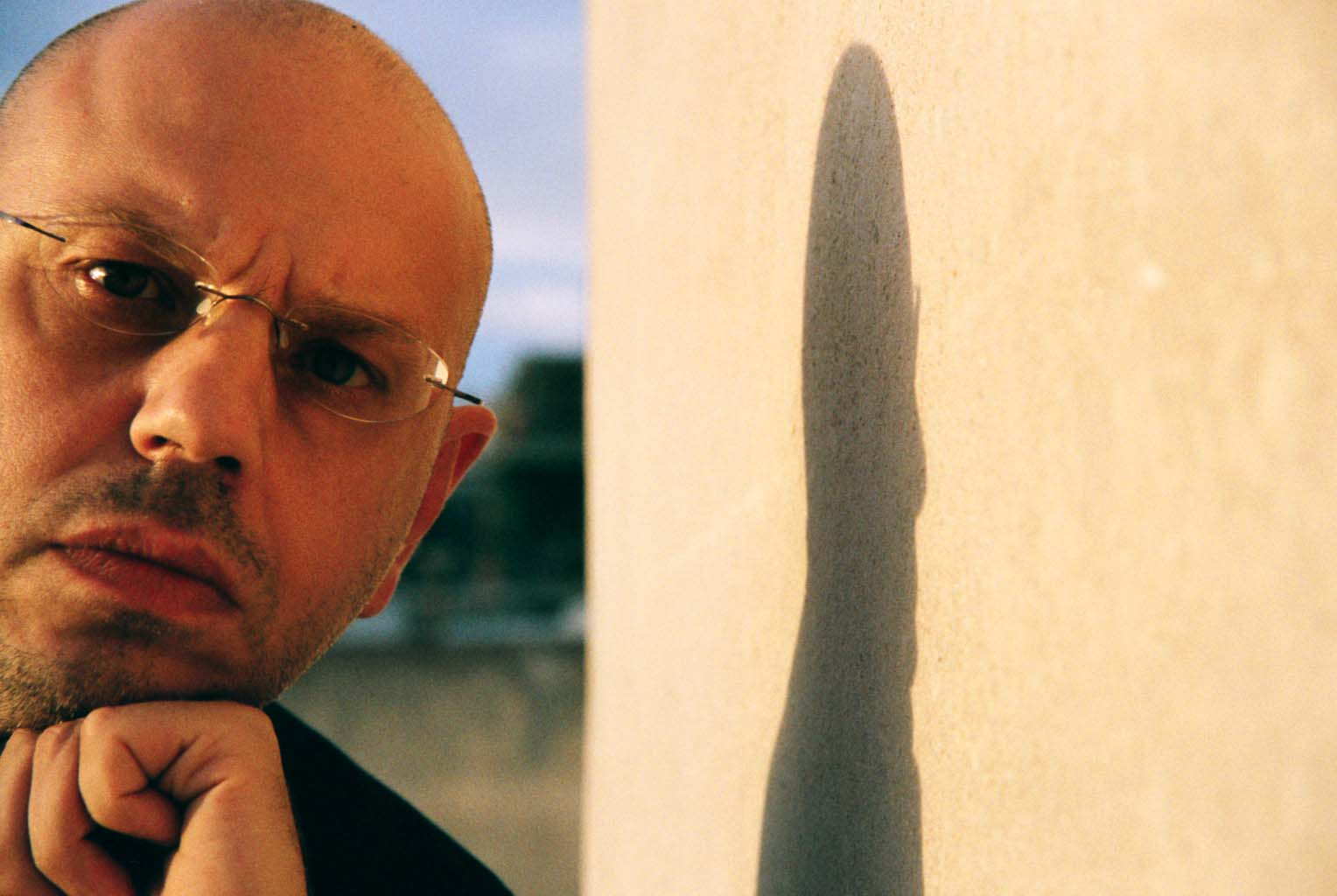
狄米崔斯·莱尔科斯，2010年

狄米崔斯·莱尔科斯 （Dimitris Lyacos，希腊文拼法为：Δημήτρης Λυάκος，1966年10月19日—） 是当代希腊诗人、戏剧家。他是三联剧《失落之痛 永丧主恩》（Poena Damni）的作者。莱尔科斯的作品以超越体裁界限的形式、先锋式地糅合文学传统中的不同主题与源自仪式、宗教、哲学、人类学的元素著称于世。这些作品以西方经典中那些历史悠久的母题为背景，重新审视了一些宏大叙事。尽管篇幅不长——三联剧《失落之痛 永丧主恩》的全文还不到二百页——却耗时30年才完成，在此期间，各部剧都经过改编、再版，有不同版本行世，并围绕着替罪羊、追寻、亡者归来、救赎、身体的苦痛、精神疾病等一串概念铺陈。莱尔科斯塑造的角色始终与社会保持距离，要么像《Z213: 出口》的叙事者那样，要么像《与桥上来客一同》（With the People from the Bridge）中的角色那样，是身处敌托邦腹地的流浪汉，或是像《初死》（The First Death）的主人公，他为了生存做的挣扎在宛如沙漠的岛屿上得到呈现。《失落之痛 永丧主恩》曾与加夫列尔·加西亚·马尔克斯、托马斯·品钦等人的作品一样，被解读为“不幸的寓言”，也被视为反映后现代“崇高性”的代表作品，也是21世纪最重要的反乌托邦作品之一。
狄米崔斯·莱尔科斯 被國際公認為當代希臘最著名的作家、該國最有可能獲得諾貝爾文學獎的候選人，並且入選《名人錄》，這是人類活動各個領域最傑出人物的資料庫。
萊亞科斯的作品僅以譯本出版。截至 2024 年，他的三部曲及其前傳《直到受害者成為我們自己的人》尚未出現在希臘原著中。

## 生平
莱尔科斯在雅典出生、长大，曾在这个城市修习法学。 1988-1991年间，他旅居威尼斯，并于1992年迁至伦敦。他曾就读于伦敦大学学院，师从分析哲学家泰德·洪德里奇（Ted Honderich）与蒂姆·克兰（Tim Crane），致力于认识论与形而上学、古希腊哲学和维特根斯坦的思想。2005年他迁居柏林，目前主要在柏林与雅典两座城市生活。

## 职业
莱尔科斯于1992年着手创作通称《失落之痛》的三联剧，剧名指的是地狱中那些已被顶嘴的魂灵们必须经受的最大的磨难，也即再也看不见上帝。这部三联剧是在30年间逐步打磨成型的半成品。第三部分（题为《初死/始》）最初以希腊文写就（Ο πρώτος θάνατος），后来被译为英文、西班牙文和德文。以《尼克提沃》（Nyctivoe）为题的第二部分2001年首次面世时便有希腊文版和德文版，2005年又有英文版行世。2014年，这部作品被以《与桥上来客一同》为题的新版本取代。
不同的艺术家用多种多样的艺术形式再现了莱尔科斯的作品，其中包括2002年奥地利艺术家希尔维·普洛德（Sylvie Proidl）在维也纳展出的一系列画作、 2004年参加欧洲巡展的由雕塑家弗里茨·尤奈格（Fritz Unegg）与英国广播公司制作人皮尔斯·波顿-佩奇（Piers Burton-Page）共同创作的有声雕像、2005年奥地利视觉艺术家古鹃·比尔兹（Gudrun Bielz ）展出的一件灵感源自Nyctivoe的视频艺术作品、2006-2009年间米娅（Myia）舞团在希腊表演的一个现代舞版Nyctivoe、2013年上演的由希腊作曲家玛丽亚·阿卢皮（Maria Aloupi）与安德里亚斯狄克·提欧普洛斯（Andreas Diktyopoulos）编写、由“新”剧团（Das Neue Ensemble）与希腊演员狄米崔斯·里格纳狄斯（Dimitris Lignadis）共同出演的一个音乐/戏剧版《Z213:出口》。
狄米崔斯·莱尔科斯与莱斯·穆瑞（Les Murray）一样是1998年在威尔士阿伯里斯特威斯市举办的国际诗歌节上的国际诗人嘉宾。此后他曾在牛津、的里雅斯特、香港、诺丁汉等、世界各地的多所大学举办作品朗诵会以及作品讲座。2012年，他成为爱荷华大学国际写作计划的驻校作家。他也是已获得国际声望的希腊作家中最新（most recent）的一位《失落之痛》是近几十年来获得最广泛评论的希腊文学作品，尽管仍有争议，《Z213:出口》仍被视为英译希腊当代诗歌作品中的畅销书。莱尔科斯是在格鲁吉亚首都第比利斯召开的2017年国际文学节上的特邀作者。

## 《失落之痛》

### 摘要/背景

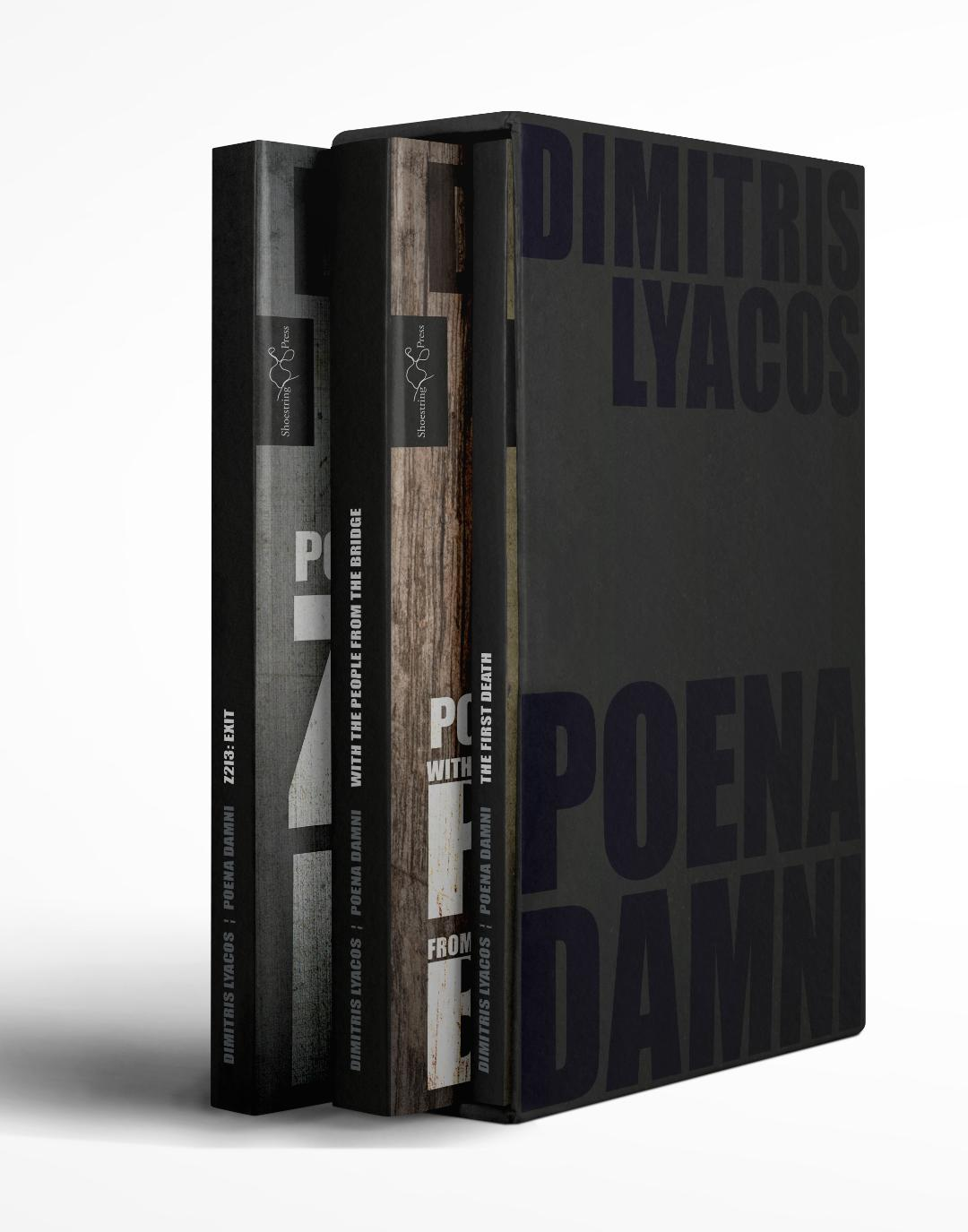
POENA DAMNI THE TRILOGY (3-Book Box Set, English Edition)

这部三联剧看似属于悲剧诗歌与史诗剧的范畴，尽管它同时也具有鲜明的后现代性。它探究了悲剧的深层结构而非它的形式特征，因而也被称为一部后悲剧（post-tragic）作品。荷马、埃斯库罗斯和但丁、浪漫主义诗歌的沉郁方面、象征主义、表现主义、和对宗教和哲学的强烈兴趣渗透了这部作品。因而尽管《失落之痛》具有后现代作品的特征，它被认为与詹姆斯·乔伊斯和弗吉尼亚·伍尔夫所代表的高雅现代主义传统更为相关。三联剧中的第一部《Z213:出口》(Z213: ΕΞΟΔΟΣ) 讲述了一个人逃离受到重重守卫的城市以及他穿越梦幻般的，有时也是噩梦般的不同土地的旅程。在它的第二部《与桥上来客一同》 (Με τους ανθρωπους απο τη γεφυρα) 中，《Z213:出口》里的主人公成了最低级的的叙述者，他同时也是一场在废弃火车站的拱门之下临时举行的戏剧表演的观众。它的第三部《初死/始》 (Ο Πρώτος Θάνατος) 以一名被放逐到乱石丛生的岛屿上的男子开场，细述了他如何为了生存而苦苦挣扎，也描绘了他躯体的分解和它的内存条（memory banks）的展露。

### 概述
这部作品难以归类，因为它超越了常见文学体裁之间的界限。《Z213:出口》 将来自更伟大的希腊经典中的元素——包括逃离的英雄和忠于某个目的漫游者。它通常採用敘事形式，混合詩歌和散文。这部三联剧在《与桥上来客一同》那部分开始使用戏剧化的人物和情境塑造，最终又变为《初死/始》里那种用于描述躯体的解体与最终神化的风格刻板的抒情诗式（a hard lyrical kind of poetry）诗作。人所感知到的世界与客观存在的外部世界之间存在差异的可能性得到了探究；读者追踪着由外在世界发生的事件所激发，最终却被视为映照在主人人公内心的思维与感觉层的不稳定（ the irregular flow of）内心独白。在另一方面，一个外星背景和正在发生、如梦如幻的事件却被表现得非常完整具体，表明了存在另一种现实，或是揭示世界的一个隐秘维度的可能性。已有学者从那个角度出发，把这部作品解读为一种超小说，而三联剧里描述的世界为读者建构一个他以内化了的版本提供了开阔的空间。

### 《Z213:出口》
《Z213:出口》 使用了重写本写作技巧来编织出一份融合了古今素材和它的两个主人公的“对话”的小说式文本。它由一系列碎片化的虚构日记篇章组成，这本日记记载了一个无名主人公乘坐火车前往一片未知目的地的经历。日记叙述了主人公——在让人联想到医院、监狱、贫民窟或是某种飞地的地方。被囚禁了一段时间之后——得以释放——或是逃脱。随后他在现实边缘荒凉之地的漫游，被包裹在得到细致描写、具有某种常见于卡夫卡作品的压抑、梦魇般的气氛之中，削弱了最梦幻的事件也最真实这重意义。主人公一路上越来越深地涉入了一场类似宗教追求的活动，同时他越来越强烈地感觉到自己正受人跟踪， 引入了悬疑元素和与“黑色”电影/阴郁电影相类的特质。因此，文本虽是围绕抽象深奥的形而上学问题展开，也能让人想起20世纪40年代一本侦探小说中的洛杉矶私家侦探，小说的情节以他的惊人发现告终。《Z213:出口》 以对一场献祭的描述作结，主人公和“一帮饥肠辘辘享受宴席之人”在祭礼上像举行一项神圣仪式那样，用烤肉叉烧烤一只羊羔，并趁它还会咩咩叫就切割它的骨肉、剥除它的羊皮、掏去它的内脏。

### 《与桥上来客一同》
《与桥上来客一同》围绕着一个与圣马可福音书里着魔的格拉森人相似，他居于公墓，受魔鬼折磨，用石头割伤自己。他进到自己死去的恋人的坟茔，见到了看似没有腐烂静静躺卧的恋人，试图打开她的棺材，他对她的强烈欲望使她的尸体恢复了生气，这个复活的过程得到了描述。于是坟墓就变成了一个对于尚能拥抱彼此的恋人们来说“理想的私密场所”。
该剧以多视角叙述的方式，通过嵌套四个人物的叙事的第一人称视角，使用第一人称的人物是一个被魔鬼附体，试图让其死去的恋人复活，结果却与她在墓中团聚的男子。剧情在一个令人想起亡灵节和传染性吸血鬼症的语境中发生。剧中有好几个地方明确提及了基督教传统与末世论，剧情在最后一个叙事突转之后以并无结果的对集体救赎的共同思考作结。

### 《初死/始》
《初死/始》中出现了一具流离失所、遭人肢解过的躯体，它与礁石摩擦撞击，无论在形态上和思想上都日渐解体，正如它的记忆机制也变得混乱不堪。但是个人与身体之间保证生命持续的纽带仍未消失，“处于缺乏让世界撞击、杀死的实质的状态”，宇宙的机械本能隆隆作响着发生运作，将无法化约的实质抛向空中——或许是在激励未来的新生。

## 批评接受
《失落之痛》是当代希腊文学作品译著中得到最广泛、最深入点评的一部。截至2017年秋，该剧的不同版本已被国际学者评论了55次。该剧创造性地超越了现代主义与后现代主义的界限，又以品类众多的西方文学经典文本为坚实的基础，得到了评论界的赞誉。绝大多数批评家点评了剧中使用的参考文本的复杂脉络及其对古典文学与涉及圣经的作品的改写，同时也着重提到了该剧的独特风格与人物。这部三联剧已获得不少学者的点评，还被多所大学收入后现代小说相关课程的教材。

## 延伸阅读
- 罗伯特·扎勒（Robert Zaller）发表在《诗学研究杂志》（Journal of Poetics Research）上的六千字论文，研究对象为莱尔科斯的三联剧；
- 《苦夹竹桃》（Bitter Oleander Magazine）杂志上一期以狄米崔斯·莱尔科斯的三联剧为主题的特别策划，含大段作品选段以及对莱尔科斯的深度访谈 （页面存档备份，存于）；
- 约翰·泰勒对狄米崔斯·莱尔科斯的访谈录，原载《墨西哥湾岸区》（Gulf Coast）杂志2018年第1期第 277–286页；
- 对《失落之痛》三联剧的综述，原载《克里夫杂志》（Cleaver Magazine） （页面存档备份，存于）；
- 约翰·泰勒对狄米崔斯·莱尔科斯的访谈录，原载《新步道》（Gulf Coast）杂志2016年第12期。